# 플레이디아

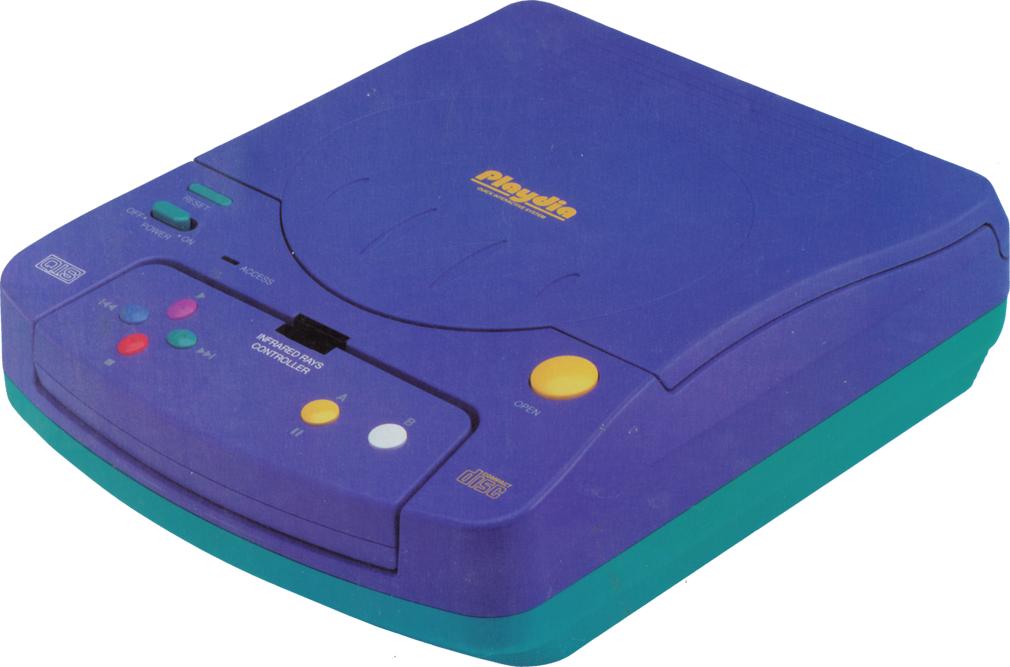
플레이디아

플레이디아(Playdia, 일본어: プレイディア)는 1994년에 반다이에서 발매한 가정용 게임기로 발매 당시 정가는 24,800엔이다.

## 발매된 타이틀

### 1994년 발매작(11작)
- 9월 23일
  - 드래곤볼 Z - 사이야인 절멸계획 지구편 - [BAPD-01]
  - 미소녀전사 세일러문 S - 퀴즈 대결! 세일러 파워 집결!! - [BAPD-02]
  - SD 건담 대도감 - [BAPD-03]
- 9월 28일
  - 울트라맨 파워드 - 괴수격멸작전 - [BAPD-04]
  - 헬로 키티 - 꿈나라 대모험 - [BAPD-05]
- 11월 25일
  - 아쿠아 어드벤처 - Blue Lilty - [BAPD-06]
  - 뉴턴 박물관 - 공룡연대기 전편 - [BAPD-07]
  - 뉴턴 박물관 - 공룡연대기 후편 - [BAPD-08]
- 12월 8일
  - 출발! 동물 탐험대 - [BAPD-09]
- 12월 16일
  - 울트라세븐 - 지구방위작전 - [BAPD-10]
  - 드래곤볼 Z - 신 사이야인 절멸계획 우주편 - [BAPD-11]

### 1995년 발매작(16작)
- 1월 24일
  - 교통수단 만세!! - 자동차 대집합!! - [BAPD-12]
  - 교통수단 만세!! - 전차 대집합!! - [BAPD-13]
- 3월 22일
  - 집 없는 아이 - 스즈의 선택 - [VPRJ-09722]
  - 가메라 - 시간여행 - [BAPD-15]
- 6월 22일
  - 엘레멘트 보이스 시리즈 vol.1 가나이 미카 - Wind&Breeze - [BAPD-18]
  - 엘레멘트 보이스 시리즈 vol.2 후카미 리카 - Private Step - [BAPD-19]
  - 엘레멘트 보이스 시리즈 vol.3 히사카와 아야 - Forest Sways - [BAPD-20]
- 7월 28일
  - 미소녀전사 세일러문 SS - 세일러문과 히라가나 공부 - [BAPD-21]
  - 울트라맨 - 히라가나 대작전 - [BAPD-22]
  - 울트라맨 - 알파벳 TV에 어서오세요 - [BAPD-23]
- 8월 24일
  - 미소녀전사 세일러문 SS - 세일러문과 처음의 영어를 - [BAPD-24]
  - 미소녀전사 세일러문 SS - 어서오세요! 세일러 유치원에 - [BAPD-25]
  - 울트라맨 - 오세요! 울트라 유치원에 - [BAPD-26]
- 10월 20일
  - 초합금 셀렉션즈 - [BKPD-01]
- 11월 16일
  - 엘레멘트 보이스 시리즈 vol.4 시라토리 유리 - 레인보우 하모니 - [BKPD-02]
- 12월 15일
  - 가라! 앙팡맨 - 소풍가서 공부 - [BAPD-27]

### 1996년 발매작(6작)
- 3월 22일
  - 울트라맨 - 숫자로 놀자 울트라랜드 - [BAPD-28]
  - 울트라맨 - 울트라맨 지능 UP 대작전 - [BAPD-29]

- 3월 27일
  - 엘레멘트 보이스 시리즈 vol.5 코우다 마리코 - 웰컴 투 마리코타운! - [BKPD-03]

- 4월 24일
  - 닌자보이 란타로 - 쭉쭉 늘어나는 지능편 - [BKPD-04]

- 5월 15일
  - 닌자보이 란타로 - 처음 외우는 지식편 - [BKPD-05]

- 6월 26일
  - 격주전대 카레인저 - 싸워라! 히라가나 레이서 - [BKPD-06]

### 미발매 타이틀(3작)
- 유미와 토코톤 플레이디아 - [BS-003]
- 케로케로 케로피 - 들뜬 파티랜드 - [BS-010]
- 반다이 아이템 콜렉션 '70 - [BS-020]